# Арсенид тринатрия
Арсенид тринатрия — бинарное неорганическое соединение
натрия и мышьяка с формулой Na3As,
фиолетовые кристаллы,
самовоспламеняется на воздухе.

## Получение
- Реакция в вакууме паров чистых веществ:

{\displaystyle {\mathsf {3Na+As\ {\xrightarrow {200-450^{o}C}}\ Na_{3}As}}}
- Реакция растворов чистых веществ в аммиаке:

{\displaystyle {\mathsf {3Na+As\ {\xrightarrow {-33^{o}C}}\ Na_{3}As}}}

## Физические свойства
Арсенид тринатрия образует фиолетовые кристаллы
гексагональной сингонии,
пространственная группа P 63/mmc,
параметры ячейки a = 0,5088 нм, c = 0,8982 нм, Z = 2.
Самовоспламеняется на воздухе.